# Чемпионат мира по фигурному катанию среди юниоров 2026
Чемпионат мира по фигурному катанию среди юниоров 2026 года — юбилейное (пятидесятое), планируемое соревнование по фигурному катанию среди юных спортсменов мира в сезоне 2024—2025 годов, организованное Международным союзом конькобежцев (ИСУ). Соревнования планируется в третий раз провести в эстонской столице Таллинн со 2 по 8 марта 2026 года.

## Место проведения
Осенью 2023 года ИСУ рассматривала два кандидата на право проведения юниорского мирового чемпионата. Предоставило ИСУ это право в третий раз Эстонии. Конкурентом у европейского города была (как и предыдущие годы) столица Тайваня город (Тайбэй).

## Состав участников
К соревнованиям допускаются фигуристы из стран, входящих в ISU. Юниорами, по правилам ИСУ, считались юноши и девушки, достигшие возраста 13 лет на 1 июля 2025 года, но не достигшие возраста 19 лет (кроме юношей, выступающих в парах и танцах на льду, их возрастной предел — 21 год).

## Квалификация на чемпионат

### Представительство по странам
На чемпионат мира по фигурному катанию среди юниоров в 2026 году, по результатам выступления своих спортсменов на чемпионате мира среди юниоров 2025 года, следующие страны имели право выставить более одного участника (пары) в каждой дисциплине:
| Вид | Юноши                                                         | Девушки                                                                     | Пары                              | Танцы                                          |
| --- | ------------------------------------------------------------- | --------------------------------------------------------------------------- | --------------------------------- | ---------------------------------------------- |
| 3   | Япония · Республика Корея                                     | Япония                                                                      | Грузия · Украина · Канада         | США                                            |
| 2   | Словакия · США · Германия · Эстония · Новая Зеландия · Канада | Республика Корея · США · Франция · Грузия · Эстония · Швейцария · Австралия | Швейцария · Китай · США · Франция | Италия · Германия · Украина · Франция · Канада |